# Paul Frerks
Paul Frerks (25 de Junho de 1908) foi um comandante de U-Boot que serviu na Kriegsmarine durante a Segunda Guerra Mundial.

## Carreira militar
Paul Frerks entrou para a marinha alemã no ano de 1939, assumindo o comando do U-66 no dia 6 de agosto de 1943, permanecendo no comando deste até o dia 1 de setembro de 1943. Logo em seguida comandou o U-975 entre os dias 17 de novembro de 1943 e 16 de março de 1944. Não chegou a realizar nenhuma patrulha de guerra durante o conflito.
Após um julgamento disciplinar, o comandante Paul Frerks retirado do comando de U-Boots, passando a servir na unidade de treinamento 1 UAA entre os meses de junho de julho de 1944.

### Patentes
| Rekrut                   | 7 de setembro de 1939  |
| Bootsmannsmaat d.R.      | 1 de fevereiro de 1940 |
| Bootsmann d.R.           | 1 de julho de 1940     |
| Leutnant zur See (R)     | 1 de novembro de 1940  |
| Oberleutnant zur See (R) | 1 de janeiro de 1943   |
| Matrose I. d.R.          | 1 de julho de 1944     |

### Condecorações
| Distintivo de Guerra Caça Minas  | 25 de dezembro de 1940 |
| Cruz de Ferro 2ª Classe          | 14 de abril de 1941    |
| Cruz de Ferro 1ª Classe          | 12 de outubro de 1941  |
| Distintivo de Guerra U-boot 1939 | 2 de setembro de 1943  |